# Дизурија
Дизурија је симптом који представља болно и/или отежано мокрење. Најчешћи узроци ове појаве су: инфекције гениталног тракта (вагинитис, вулвитис, уретритис) и уринарног тракта (циститис, пијелонефритис, простатитис и друга запаљења). Дизурија може понекад да се јави и у оквиру других обољења као што су: бенигно увећање простате, сужења мокраћне цеви, тумори генитоуринарног тракта, спондилоартропатија, камен у бубрегу. Такође, узроци могу бити иритација хемијским супстанцама из сапуна, купки, кондома и сл.

## Клиничка слика
Дизурију одликује осећај печења или бола који се јавља током акта мокрења и може да траје извесно време након завршетка тог чина. Када се бол јави на почетку мокрења, то обично указује на запаљењске и друге патолошке промене на мокраћној цеви, а када се јави супрапубично и то на крају акта мокрења, указује на процесе на мокраћној бешици. Дизурија се чешће јавља код жена и код старијих особа.

## Дијагноза и лечење
Дијагноза се поставља на основу анамнезе, клиничке слике, клиничког прегледа, лабораторијских анализа (прегледа мокраће), ултразвука, интравенске пијелографије, цистоскопије итд.
Лечи се основно обољење које је узроковало дизурију.